# 그리티
그리티는 언더웨어와 애슬레저웨어 중심의 라이프스타일웨어 전문 기업으로, 감탄브라, 원더브라, 플레이텍스, 베네통 등 유명 브랜드를 전개함.
감탄스토어, 원더브라몰과 같은 강력한 자사몰을 중심으로 , 쿠팡, 마켓컬리 등 다양한 온라인 플랫폼에도 입점하여 폭넓은 이커머스를 운영하며, 홈쇼핑 및 일부 오프라인 채널 비즈니스도 전개 중.
'20년 애슬레저 브랜드 위뜨를 런칭하여 백화점, 오프라인 매장 및 자사몰을 운영하며 사업 다각화를 추진 중.

## 기업 연혁
- 1999년 9월 : 엠코르셋 설립
- 2003년 5월 : 르페 브랜드 런칭
- 2007년 7월 : 미싱도로시 브랜드 런칭
- 2009년 5월 : 원더브라 브랜드 런칭
- 2018년 7월 : 코스닥시장 상장
- 2019년 7월 : '엠코르셋'에서 '그리티'로 사명 변경
- 2020년 2월 : 프리미엄 애슬레저 위뜨 브랜드 런칭
- 2021년 8월 : 감탄스토어 오픈
- 2024년 5월 : 르페몰 오픈

## 사업장 안내
- 본사 : 서울특별시 강남구 언주로 151번길 7 주성빌딩
- 물류센터 : 경기 용인시 처인구 원삼면 원양로 487

## 같이 보기
- 신영와코루
- 비비안